# Biesfenoide romo
En geometría, el biesfenoide romo es uno de los sólidos de Johnson (J84). Es un sólido tridimensional que sólo tiene por caras triángulos equiláteros, y por tanto se trata de un deltaedro. No es un poliedro regular ya que algunos vértices son comunes a cuatro caras y otros lo son a cinco. Es uno de los sólidos de Johnson elementales que no se obtienen a partir de manipulaciones de "cortado y pegado" de sólidos platónicos y arquimedianos.
Los 92 sólidos de Johnson fueron nombrados y descritos por Norman Johnson en 1966.
Puede visualizarse como las 8 caras triangulares del antiprisma cuadrado obtenido al reemplazar los dos cuadrados por pares de triángulos.
Se le llamó dodecaedro siamés en el trabajo de Freudenthal y Waerden que lo describió por primera vez en 1947 en el conjunto de deltaedros convexos.